# M-Series
M-Series — сборник наиболее примечательных работ Морица фон Освальда, вышедший в 2003 году.

## Об альбоме
M-Series изначально вышел в 1997 году в железной коробке, содержал треки, которые выходили на лейбле Maurizio, а сам сборник носил неофициальное название (другого просто не имел) «Maurizio». 
В 2003 году, сборник был переиздан и ремастирован. Он получил название «M-Series» и включает в себя как самые примечательные работы, выходившие под этим псевдонимом так и нигде не издававшиеся версии..

## Список композиций
1. M06B (Edit)
2. M07A (Edit)
3. M04A (Full 12" Length)
4. M05A (Edit)
5. Domina (Maurizio Mix) (Edit)
6. M04B (Edit)
7. M07B (Unreleased Mix)
8. M04.5A (Edit)
9. M06A (Edit)